# Mesoleptus singularis
Mesoleptus singularis là một loài tò vò trong họ Ichneumonidae.